# Zeche Niederhofen I-V
Die Zeche Niederhofen I-V ist ein ehemaliges Steinkohlebergwerk in Dortmund.
Das Bergwerk befand sich im südlichen Dortmunder Stadtteil Wellinghofen im Landkreis Hörde und gehörte zum Bergwerksbesitz der Familie von Romberg. Die Zeche Niederhofen befand sich am Nordhang des Ardeygebirges im Niederhofer Wald unweit von Gut Niederhofen. Die Kohleflöze treten hier oberflächennah zu Tage, sodass ein Bergbau im Stollenbau ohne aufwendige Technik schon früh möglich war.
Im Jahre 1898 wurde ein nördlicher Teil des Grubenfeldes von der benachbarten Zeche Crone übernommen, die ihrerseits 1908 an die Gewerkschaft Zeche Glückaufsegen versteigert wurde.
Im Jahre 1917 geht die Zeche zusammen mit der Zeche Nikolaus in der Gewerkschaft Admiral auf.